# いつかの約束を君に
『いつかの約束を君に』は、鹿乃のミニアルバム。2019年9月25日にインペリアルレコードから発売された。

## 概要
生前親交の深かった故・samfreeの人気楽曲6曲や未発表の新曲「人生ベリーハードモード」に加え、ボーナストラックとして「Stella-rium」「プリマステラ」の流れを汲む、未発表の新曲「瞬きの星団」も収録されている。
新曲含む全8曲入りCDと「ルカルカ★ナイトフィーバー」のMVを収録したDVDの2枚組となっている。

## 収録曲

### CD
| 全作詞・作曲: samfree、全編曲: 佐藤豊、金井央希。 |                               |         |            |      |
| #                                                 | タイトル                      | 作詞    | 作曲・編曲 | 時間 |
| 1.                                                | 「マインドボイス 」           | samfree | samfree    | 3:49 |
| 2.                                                | 「ルカルカ☆ナイトフィーバー」 | samfree | samfree    | 3:50 |
| 3.                                                | 「闇色アリス」                | samfree | samfree    | 4:06 |
| 4.                                                | 「Daybreak」                  | samfree | samfree    | 4:21 |
| 5.                                                | 「桜のような恋でした」        | samfree | samfree    | 4:39 |
| 6.                                                | 「世界で一番近くに居るのに」  | samfree | samfree    | 4:57 |
| 7.                                                | 「人生ベリーハードモード」    | samfree | samfree    | 4:03 |
| 8.                                                | 「瞬きの星団」(bonus track)   | samfree | samfree    | 1:31 |

### DVD
| #  | タイトル                                            | 作詞 | 作曲・編曲 | 時間 |
| -- | --------------------------------------------------- | ---- | ---------- | ---- |
| 1. | 「「ルカルカ☆ナイトフィーバー」ミュージックビデオ」 |      |            | 4:06 |